# Limnophyes pentatomus
Limnophyes pentatomus är en tvåvingeart som först beskrevs av Jean-Jacques Kieffer 1915.  Limnophyes pentatomus ingår i släktet Limnophyes och familjen fjädermyggor. Inga underarter finns listade i Catalogue of Life.